# Strada M06
La strada M06 (in ucraino Автошлях M06?, Avtošljak M06) è una strada ucraina che unisce la capitale Kiev alle regioni occidentali del paese, dove attraversa alcune importanti città come Žytomyr, Rivne e Leopoli, sino a raggiungere la frontiera ungherese. Oltre il confine continua come strada 4.
Forma parte delle strade europee E40, E50, E471 ed E573.